# Maldon
Maldon (výslovnost /mɔːldən/) je město v jihovýchodní Anglii s přibližně 14 tisíci obyvateli. Je centrem nemetropolitního distriktu v hrabství Essex. Leží na pobřeží estuáru řeky Blackwater 80 km severovýchodně od Londýna.

## Historie
Poprvé je sídlo zmíněno roku 913 v Anglosaské kronice. Jeho název je odvozen z výrazu mǣl dūn, což znamená „křížový vrch“. Roku 991 se zde konala bitva u Maldonu, v níž vikingové porazili vojsko anglosaského království Essex. Městská práva udělil Maldonu v roce 1171 Jindřich II. Plantagenet. Ve středověku byl Maldon známý díky obchodnímu přístavu a královské mincovně.

## Pamětihodnosti
Významnou památkou je radnice Moot Hall z počátku patnáctého století. V roce 1895 byla otevřena rekreační zóna Promenade Park s jezírkem, roku 2006 byla na promenádě odhalena socha anglosaského krále Byrhtnotha, kterou vytvořil John Doubleday. Maldon spojuje s Chelmsfordem vodní cesta Chelmer and Blackwater Navigation a s Londýnem silnice A13. Loděnice Cooks Yard proslula výrobou typických temžských bárek. Od roku 1973 se na pobřeží koná recesistický závod v bahně, jehož výtěžek je určen na dobročinné účely.

## Maldonská sůl
Mořská sůl se zde těžila již za vlády Římanů. V roce 1882 byla založena firma Maldon Salt Company, která se stala dodavatelem soli pro anglický královský dvůr. Maldonská sůl se vyznačuje jemnou chutí a zrnky ve tvaru pyramidy. 

## Osobnosti
Z Maldonu pocházeli předkové George Washingtona. Narodil se zde držitel Nobelovy ceny za fyziku John William Strutt, 3. baron Rayleigh.